# Yohan Blake
Yohan Blake (Saint James, 26 de diciembre de 1989) es un atleta jamaicano de velocidad. En Juegos Olímpicos ostenta dos medallas de oro en los relevos 4×100 metros, y una de plata en las pruebas de 100 y 200 metros, respectivamente. También fue campeón mundial en la especialidad de 100 m en el año 2011. 
Además, es el poseedor de la segunda mejor marca de la historia en la prueba de los 200 m con 19,26 s, por detrás de Usain Bolt (19,19), y la tercera mejor en los 100 m con 9,69 s, por detrás de las dos mejores marcas de Usain Bolt (9,58 y 9,63), y empatado con Tyson Gay. 
No obstante, es poseedor del récord de los 100 metros más rápidos recorridos en cualquier prueba, logrados en la segunda mitad de los 200 metros corridos en Bélgica el 16 de septiembre de 2011, cuando logró un tiempo de 9,12 segundos.

## Trayectoria
A la edad de 15 años, Yohan Blake llegó a la secundaria de St. Jago desde la escuela Green Park All-Age, cuyo director había recomendado al joven atleta. En St. Jago fue puesto bajo la dirección del entrenador Danny Hawthorne, y ya en el 2005 competía en el campeonato mundial juvenil, donde impuso una marca personal de 10,56 s en los 100 m.
Para el año 2006, Blake rebajó dicha marca personal a 10,33 s, con una victoria en el campeonato júnior de Centroamérica y del Caribe en Puerto España, Trinidad y Tobago. Además, en el campeonato nacional juvenil de Jamaica obtuvo dos medallas de oro en los 100 m y 200 m lisos; y en los Juegos Carifta se adjudicó la victoria en los 200 m con un registro de 21,21 s. Posteriormente asistió al campeonato mundial júnior de atletismo, en el que logró la medalla de oro en la prueba de relevo 4 × 100 m, y la de bronce con un tiempo de 10,42 s en los 100 m.
Sin embargo, comenzó a despuntar en la escena internacional en los Juegos Carifta de 2007 en Providenciales, Islas Turcas y Caicos,  cuando superó la marca nacional júnior de 10,19 s en los 100 m que había estado en poder del medallista olímpico Raymond Stewart desde 1984: lo hizo en la ronda de clasificación con una marca de 10,18 s, y nuevamente volvió a rebajar ese tiempo en la final con un registro de 10,11 s. La hazaña convenció a Hawthorne que tenía en sus manos a una nueva estrella del atletismo.
Para el año 2008 asistió por segunda vez al campeonato mundial júnior y se ubicó en el cuarto lugar de los 100 m (10,51), a pesar de que era el favorito para ganar la prueba. Además ganó la medalla de plata como parte del equipo de relevo 4 × 100 m.
Su ascendente carrera fue interrumpida en el mes de septiembre del 2009, cuando admitió el uso de metilxantina antes del campeonato nacional jamaicano del mes de junio de ese año, por lo que terminó suspendido por tres meses junto a Lansford Spence, Marvin Anderson y Allodin Fothergill. Dicha sustancia no era reconocida como prohibida por la Agencia Mundial Antidopaje en ese tiempo, pero la federación jamaicana decidió la sanción.

### Primeros títulos mundiales

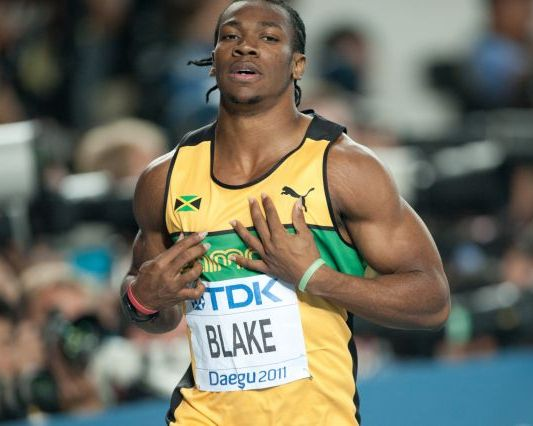
Blake en Daegu 2011.

En el mes de junio de 2011, ya dirigido por el entrenador Glen Mills, ganó una plaza para asistir al campeonato mundial de Daegu, al ubicarse en el segundo puesto de la final de los 100 m en las pruebas clasificatorias de Jamaica con un tiempo de 10,09 s, apenas 1/100 por detrás de Asafa Powell.  Ya en la justa mundial, logró arribar a la final.
Su amigo y compañero de equipo Usain Bolt era el indiscutido favorito para ganar la prueba, pero terminó descalificado por salida nula. Blake se hizo de la medalla de oro con una marca de 9,92 s y además se convirtió en el campeón mundial más joven de la historia con 21 años y 244 días. También logró el primer lugar y récord mundial de los 4 × 100 m junto a Nesta Carter, Michael Frater y Usain Bolt, con un registro de 37,04 s.
Días después, el 16 de septiembre en Bruselas, Bélgica, en la última jornada de la Liga de Diamante, cronometró la mejor marca del año y segundo mejor tiempo de la historia en los 200 m, por debajo del récord logrado por el mismo Bolt en 2009, con un registro de 19,26 s.

### Debut en Juegos Olímpicos

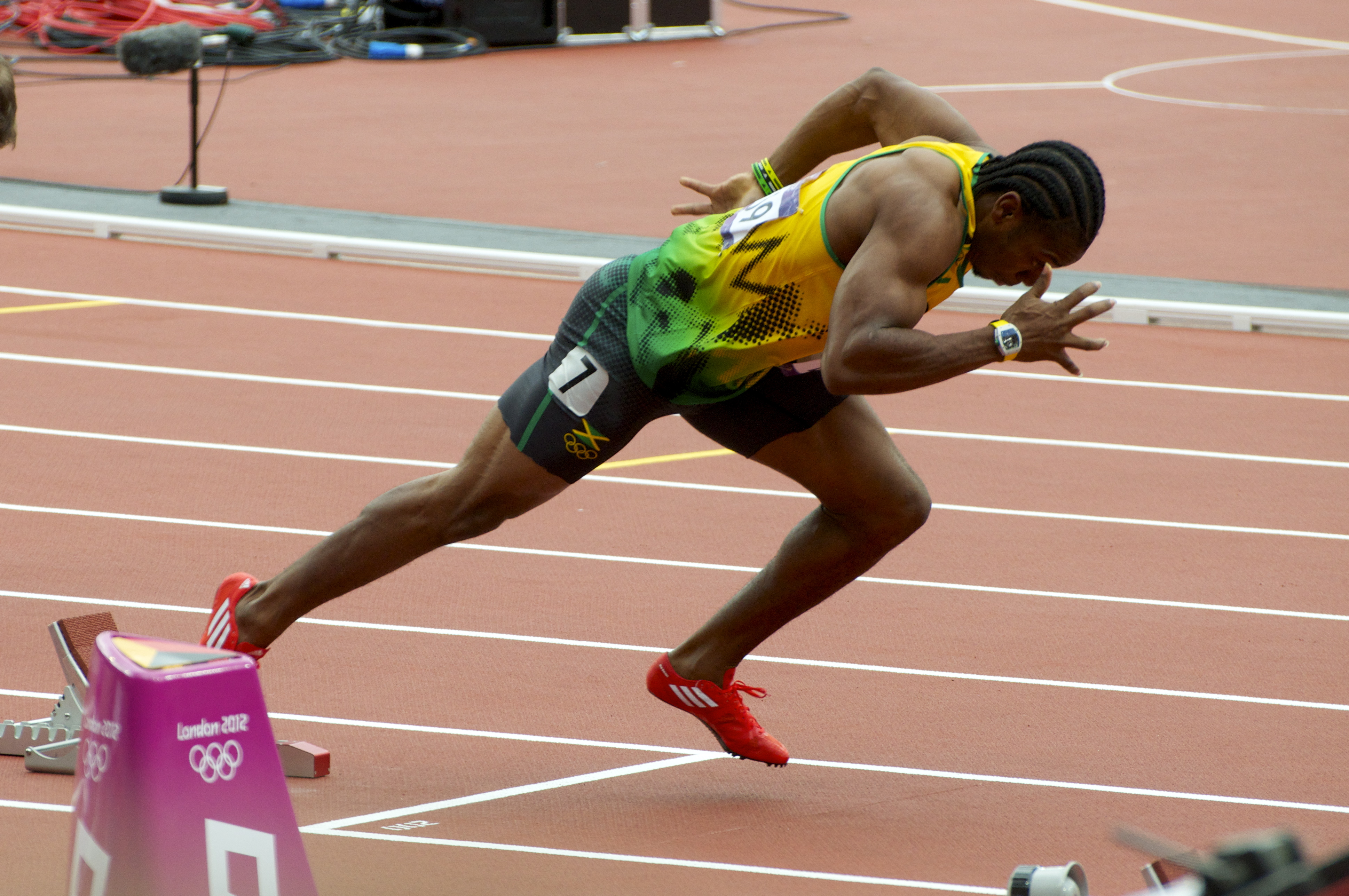
Yohan Blake en la salida de la clasificación N° 4 de Londres 2012.

Para el año 2012, Blake buscaba su clasificación a los Juegos Olímpicos de Londres en los trials de Jamaica realizados el 29 de junio, y se impuso en la final de los 100 m con un registro de 9,75 s por delante del plusmarquista Usain Bolt (9,86 s), quien se encontraba invicto en la prueba por casi dos años. Además, la marca se ubicó como la cuarta mejor de la historia, superada por Usain Bolt (9,58 s), Tyson Gay (9.69 s) y Asafa Powell (9.72 s). Dos días después se llevó la victoria en los 200 m con un tiempo de 19,80 s, y nuevamente superó a Bolt quien se ubicó a tres centésimas.
En Londres, paró el cronómetro en 9,85 s en la ronda semifinal de los 100 m; y en la final era uno de los cuatro velocistas participantes que en la historia del evento habían logrado las mejores marcas, por lo que finalmente ha sido considerada como la mejor carrera de todos los tiempos. Uno de ellos era Usain Bolt quien se llevó la medalla de oro y una nueva marca olímpica de 9,63 s, así como revalidó el título del 2008. Blake acabó en el segundo puesto con registro de 9,75 s, igualando su mejor marca personal. Tras el resultado expresó: «[Bolt] es el más rápido en el mundo, y yo tengo una medalla de plata ¿Qué más puedo pedir? Tener el segundo puesto es un honor».
También ganó otra medalla de plata en la prueba de los 200 m con una marca de 19,44 s, en la que fue superado nuevamente por Bolt (19,32 s), mientras que el tercer puesto lo ocupó otro jamaicano: Warren Weir (19,84 s). Sin embargo, en el equipo jamaicano de relevo 4×100, en el que ocupó la tercera posta, logró la medalla de oro con nuevo récord olímpico y mundial de 36,84 s, junto a Nesta Carter, Michael Frater y Usain Bolt.
Después de la competencia en Londres, rebajó en seis centésimas su propia marca personal de los 100 m. Lo hizo en Lausana con un tiempo de 9,69 s (-0,1 m/s), por lo que equiparó la tercera mejor marca de todos los tiempos, la cual es compartida con Tyson Gay y Usain Bolt.

### Temporada 2013
Pese a que Blake inició su pretemporada del 2013 compitiendo en las pruebas de 400 m y carreras de relevos, en el mes de abril una lesión en los músculos isquiotibiales de la pierna derecha le impidió continuar su preparación, y estuvo seis semanas de baja. Aunque se consideraba que no era de gravedad, en el mes de julio se anunció que sería sometido a una operación, por lo que quedó fuera del campeonato mundial de Moscú y no pudo defender su título del 2011 en los 100 m.

### Temporada 2014
Ya de regreso a la competiciones, en los Relevos Mundiales 2014 celebrados en Nasáu, Bahamas, ganó la medalla de oro en el relevo 4 × 100 metros junto a Nesta Carter, Nickel Ashmeade y Julian Forte. También ganó la medalla de oro en el relevo 4 × 200 metros junto a Nickel Ashmeade, Warren Weir y Jermaine Brown con una nueva marca mundial (1:18,63). En ambas carreras fue el último relevo. Sin embargo, debió terminar la temporada en la ciudad de Glasgow por la Liga de Diamante en el mes de julio, cuando abandonó la carrera por una nueva recaída de su lesión.

### Temporada 2015
Para el 2015, participó en el campeonato nacional de Jamaica en el mes de junio, con el objetivo de ganar un cupo para el campeonato mundial de Pekín. Temeroso aún de recaer nuevamente de su lesión, en los 100 m Blake se presentó con una marca previa de 10,21 s, lejos de sus mejores tiempos, y la que no mejoró al registrar 10,36 s en semifinales lo que lo dejó fuera del certamen mundial.

### Temporada 2016
El 2016 trató de abrir una nueva página en su carrera deportiva, tanto que decidió deshacerse del apodo «La bestia» sobre la base de sus convicciones cristianas. De hecho, no tenía grandes expectativas para la temporada y participó en pocas carreras antes del campeonato nacional jamaicano a finales de junio —competición en la que la estrella Usain Bolt había decidido retirarse por una lesión—, y ganó su clasificación a los Juegos Olímpicos de Río de Janeiro con primeros puestos en los 100 m y 200 m con registros de 9,95 s y 20,29 s respectivamente. En Río de Janeiro su mejor resultado lo obtuvo en la carrera de relevos 4 × 100 m, en la que logró su segunda medalla de oro olímpica, mientras que en la final de los 100 m fue cuarto con una marca de 9,93 s. Por el contrario, en los 200 m no pasó de las rondas semifinales.

### Temporada 2017
Para la temporada del 2017 Blake daba muestras de entusiasmo, especialmente por el retiro de su compañero Usain Bolt, ya que se esperaba que él tomaría su lugar como protagonista de las carreras de velocidad. Sin embargo, en su primera gran competencia del año, los Relevos Mundiales, el equipo jamaicano de 4×100 del cual formaba parte quedó eliminado en la ronda preliminar, aunque que en la carrera de 4 × 200 m se adjudicó la medalla de bronce. Pero para el mes de junio la situación dio un vuelco a su favor al ganar tanto las pruebas de 100 m y 200 m con marcas de 9,90 s y 19,97 s respectivamente en el campeonato nacional jamaicano. En julio, la sombra de las lesiones volvieron a su persona cuando sintió molestias en la ingle, lo que le obligó a retirarse la reunión de Rabat en los 100 m aunque él aseguró que no era una lesión.
De esta forma se presentó a su segundo campeonato mundial, al que no asistía desde 2011. En dicho certamen alcanzó la final en la prueba de velocidad de los 100 m  pero quedó fuera del podio al ubicarse en la cuarta posición con una marca de 9,99 s, por su parte, en los 200 m su tiempo en semifinales de 20,52 s fue insuficiente para llegar a la final.

### Temporada 2018
El 2018  se presentó por primera vez a los Juegos de la Mancomunidad, con sede en Gold Coast (Australia), y, pese a su calidad de favorito en las pruebas, logró dos medallas de bronce: una en los 100 m —con dos sudafricanos por delante— y la otra en la carrera de relevos 4 × 100 m. Posteriormente asistió a tres reuniones de la Liga de Diamante en la etapa de clasificación en los 100 m, en la que ocupó dos veces el cuarto lugar, y una el quinto, mientras que en la final de la prueba en Bruselas fue tercero con un registro de 9,94 s. En septiembre tomó parte de la copa continental con el equipo de las Américas y fue octavo en la carrera de los 100 m con un tiempo de 11,99 s, aunque se hizo del primer puesto en la carrera de relevos 4 × 100 m.

### Temporada 2019
Blake asistió por tercera vez a un campeonato mundial, en esta ocasión celebrado en Doha, y corrió en tres pruebas de velocidad: únicamente en los 100 m logró apuntarse en la final en la que fue quinto (9,97 s), mientras que en los 200 m quedó relegado en semifinales y en el relevo 4×100 el equipo jamaicano acabó su participación en la ronda de clasificación.

## Marcas personales
| Prueba    | Marca   | Lugar                | Fecha      |
| --------- | ------- | -------------------- | ---------- |
| 100 m     | 9,69 s  | Lausana, Suiza       | 24/08/2012 |
| 200 m     | 19,26 s | Bruselas, Bélgica    | 16/09/2011 |
| 4 × 100 m | 36,84 s | Londres, Reino Unido | 11/08/2012 |